# 46 Козерога
46 Козерога (46 Cap), также c¹ Козерога — звезда в созвездии Козерога, жёлтый сверхгигант спектрального класса G или яркий гигант, видимая звёздная величина равна +5,086. Звезда находится на расстоянии около 790 световых лет от Солнца.

## Название
Данная звезда вместе со звёздами β Водолея и ξ Водолея у средневековых арабских астрономов назывались Saʽd al Suʽud (سعد السعود).